# ドーナッツ・ショップのウェイトレス
| 専門評論家によるレビュー | 専門評論家によるレビュー |
| レビュー・スコア         | レビュー・スコア         |
| 出典                     | 評価                     |
| ------------------------ | ------------------------ |
| AllMusic                 | [ 1 ]                    |
| Robert Christgau         | C+                       |

『ドーナッツ・ショップのウェイトレス』(Waitress in a Donut Shop) は、1974年にリプリーズ・レコードから発表されたマリア・マルダーの2枚目のスタジオ・アルバム。タイトルは、収録曲「スウィートハート」の歌詞の一部から採られている。

## 収録曲

### A面
1. スクィーズ・ミー - Squeeze Me
2. メキシコのグリンゴ - Gringo En Mexico
3. クール・リヴァー - Cool River
4. アイム・ア・ウーマン - I'm a Woman
5. スウィートハート - Sweetheart

### B面
1. ハニー・ベイブ・ブルース - Honey Baby Blues
2. イフ・ユー・ハヴント・エニー・ヘイ - If You Haven't Any Hay
3. オー・パパ - Oh Papa
4. イッツ・ザ・モーション - It Ain't The Meat It's The Motion
5. ブリックヤード・ブルース - Brickyard Blues
6. トラヴェリン・シューズ - Travelin' Shoes

## おもなパーソネル
参加ミュージシャンの詳細は、DIscogsを参照。
- リンダ・ロンシュタット - バックボーカル (2)
- ローウェル・ジョージ - ギター (2)
- ポール・バターフィールド - ハーモニカ (4, 7)
- ドク・ワトソン - ギター (6)
- レイ・ブラウン - ベース (1, 5, 9)
- ベニー・カーター - 指揮 (1, 5, 9)